# Hypoxidaceae
Hypoxidaceae — родина квіткових рослин, що входять до порядку однодольних однодольних Asparagales. Система APG IV 2016 року (без змін порівняно з версіями 1998, 2003 та 2009 років) розпізнає цю родину. Родина складається з чотирьох родів, що нараховує близько 160 видів.
Це дрібні та середні трави і невидимим стеблом, перетвореним на бульбоцибулину чи кореневище. Квіти народжуються на безлистих пагонах. Квітки трійчасті, радіально-симетричні. Зав'язь розвивається в коробочку чи ягоду.